# Артиллерийский остров
Артиллери́йский остров — остров в Санкт-Петербурге. Расположен между Кронверкским проливом и Кронверкским каналом. Является частью Петроградской стороны

## История
Остров появился после прокладки в 1706 году Кронверкского протока, разделившего Фомин остров (ныне Петроградский остров).
Современное название известно с 1797 года. Связано с расположением здесь артиллерийских батарей на кронверке Петропавловской крепости. С 1869 года на острове располагается Военно-исторический музей артиллерии, инженерных войск и войск связи. Площадь острова около 12 га.

## Мосты острова
Через Кронверкский канал в начале XIX века были переброшены два моста — Западный и Восточный Артиллерийский. Западный Артиллерийский мост в конце XIX столетия был разобран и восстановлен лишь в 1978 году при строительстве Кронверкской набережной.